# Ricardo Linhares
Ricardo Linhares Godinho (Rio de Janeiro, 30 de abril de 1962) é um autor de telenovelas brasileiro.

## Biografia
Ricardo Linhares iniciou sua carreira como autor em Viva o Gordo de Jô Soares e Caso Verdade e posteriormente escrevendo novelas com Aguinaldo Silva com quem colaborou na novela O Outro. Sua primeira novela como autor principal foi Tieta com Aguinaldo Silva e Ana Maria Moretzsohn Com ela o autor escreveu o remake da novela de Gilberto Braga Dona Xepa e a novela Lua Cheia de Amor. Com Aguinaldo Silva escreveu sucessos como: Pedra sobre Pedra, Fera Ferida e A Indomada. Em 1998 fez sua primeira novela solo Meu Bem Querer e em 2001 mais um sucesso com Aguinaldo Silva : Porto dos Milagres. Em 2003 fez sua segunda novela solo Agora É que São Elas, a trama tinha a difícil missão de recuperar a audiência do horário e foi conquistando seu espaço do meio até ao fim. Em 2007 escreveu a novela Paraíso Tropical junto a Gilberto Braga, com quem já trabalhou em outras obras. Em 2005, o autor apresentou à Rede Globo uma sinopse de um remake de Fogo sobre Terra para 2006, às 18h, mas o projeto foi adiado para que o autor co-escrevesse Paraíso Tropical. Em 2019, supervisiona Amor de Mãe novela de Manuela Dias que conta a história de três mães de classes diferentes e que exercem a maternidade em plenitude.

## Trabalhos na Televisão
Telenovelas
| Título               | Ano  | Creditado como  | Creditado como | Creditado como      | Emissora          |
| Título               | Ano  | Autor principal | Colaborador    | Supervisor de texto | Emissora          |
| -------------------- | ---- | --------------- | -------------- | ------------------- | ----------------- |
| O Outro              | 1987 |                 | Sim            |                     | TV Globo          |
| Fera Radical         | 1988 |                 | Sim            |                     | TV Globo          |
| Tieta                | 1989 | Sim             |                |                     | TV Globo          |
| Lua Cheia de Amor    | 1990 | Sim             |                |                     | TV Globo          |
| O Dono do Mundo      | 1991 |                 | Sim            |                     | TV Globo          |
| Pedra sobre Pedra    | 1992 | Sim             |                |                     | TV Globo          |
| Fera Ferida          | 1993 | Sim             |                |                     | TV Globo          |
| Malhação             | 1995 |                 |                | Sim                 | TV Globo          |
| O Campeão            | 1996 | Sim             |                |                     | Rede Bandeirantes |
| A Indomada           | 1997 | Sim             |                |                     | TV Globo          |
| Meu Bem Querer       | 1998 | Sim             |                |                     | TV Globo          |
| Porto dos Milagres   | 2001 | Sim             |                |                     | TV Globo          |
| Agora É que São Elas | 2003 | Sim             |                |                     | TV Globo          |
| Celebridade          | 2003 |                 | Sim            |                     | TV Globo          |
| Paraíso Tropical     | 2007 | Sim             |                |                     | TV Globo          |
| Insensato Coração    | 2011 | Sim             |                |                     | TV Globo          |
| Malhação: Conectados | 2012 |                 |                | Sim                 | TV Globo          |
| Cheias de Charme     | 2012 |                 |                | Sim                 | TV Globo          |
| Saramandaia          | 2013 | Sim             |                |                     | TV Globo          |
| Babilônia            | 2015 | Sim             |                |                     | TV Globo          |
| A Lei do Amor        | 2016 |                 |                | Sim                 | TV Globo          |
| Rock Story           | 2016 |                 |                | Sim                 | TV Globo          |
| Deus Salve o Rei     | 2018 |                 |                | Sim                 | TV Globo          |
| Amor de Mãe          | 2019 |                 |                | Sim                 | TV Globo          |
| Fuzuê                | 2023 |                 |                | Sim                 | TV Globo          |

Minisséries
| Título                      | Ano  | Creditado como  | Creditado como | Emissora |
| Título                      | Ano  | Autor principal | Colaborador    | Emissora |
| --------------------------- | ---- | --------------- | -------------- | -------- |
| A Máfia do Brasil           | 1984 |                 | Sim            | TV Globo |
| O Tempo e o Vento           | 1985 |                 | Sim            | TV Globo |
| Anos Rebeldes               | 1992 |                 | Sim            | TV Globo |
| Se Eu Fechar os Olhos Agora | 2019 | Sim             |                | TV Globo |

Seriados
| Título            | Ano     | Creditado como  | Creditado como | Creditado como      | Emissora |
| Título            | Ano     | Autor principal | Co-autor       | Supervisor de texto | Emissora |
| ----------------- | ------- | --------------- | -------------- | ------------------- | -------- |
| Caso Verdade      | 1983-86 | Sim             |                |                     | TV Globo |
| Viva o Gordo      | 1983    |                 |                | Sim                 | TV Globo |
| Tele Tema         | 1986    | Sim             |                |                     | TV Globo |
| Retrato de Mulher | 1992    |                 | Sim            |                     | TV Globo |

Programas de TV
| Título       | Ano  | Creditado como | Emissora |
| Título       | Ano  | Roteirista     | Emissora |
| ------------ | ---- | -------------- | -------- |
| Show 60 Anos | 2025 | Sim            | TV Globo |

## Prêmios
- Sua novela de 2007, Paraíso Tropical, foi indicada ao Emmy 2008 na nova categoria de Melhor Telenovela.[3]
- Sua minissérie de 2018, Se Eu Fechar os Olhos Agora, foi indicada ao Emmy 2019 na categoria de Melhor Filme para TV ou Minissérie.

O International Emmy Awards, ou simplesmente Emmy, é o equivalente ao Oscar da televisão internacional.